# Marcos Villasana
Marcos Villasana Muñoz (* 11. Juni 1960 in Lomas de Chapultepec, Guerrero, Mexiko) ist ein ehemaliger mexikanischer Profiboxer im Federgewicht.

## Boxkarriere
Marcos Villasana wurde als eines von zehn Kindern mexikanischer Landarbeiter geboren und begann im Alter von zwölf Jahren mit dem Boxsport. Er trainierte in Acapulco bei Zurdo Arce und gewann zehn Amateurkämpfe, ehe er im Januar 1978 im Alter von 17 Jahren sein Profidebüt bestritt.
Aufgrund seiner Schlagkraft, er besaß eine KO-Quote von 71,21 %, und seiner Nehmerfähigkeiten, er wurde nie ausgeknockt, wurde er einer der bekanntesten Federgewichtsboxer der 1980er und frühen 1990er Jahre. Im Dezember 1981 wurde er Mexikanischer Meister und konnte den Titel siebenmal verteidigen.
Er scheiterte bei mehreren WM-Chancen an technisch versierteren Gegnern. So verlor er am 25. Februar 1986 beim Kampf um den WBC-Titel knapp durch Mehrheitsentscheidung nach Punkten am späteren Hall of Famer Azumah Nelson und verlor auch im Rückkampf am 29. August 1987 einstimmig nach Punkten.
Am 23. Juni 1988 boxte er um den WBA-Gürtel und erreichte ein Unentschieden gegen den Titelträger Antonio Esparragoza. Einen weiteren WBC-Kampf verlor er am 8. April 1989 einstimmig gegen den späteren Hall of Famer Jeff Fenech.
Da sich Fenech in dem Kampf gegen Villasana beide Hände verletzt hatte, musste er den Titel im Anschluss niederlegen. Villasana erhielt daraufhin die Möglichkeit, um den nun vakanten Titel anzutreten und besiegte dabei am 2. Juni 1990 den britischen Europameister Paul Hodkinson durch TKO in der achten Runde. Den Titel verteidigte er am 30. September 1990 durch TKO in der achten Runde gegen Javier Marquez, am 11. April 1991 durch TKO in der sechsten Runde gegen Rafael Zuñiga und am 15. August 1991 durch einstimmige Wertung gegen Ricardo Cepeda. Am 13. November 1991 verlor er den WBC-Titel im Rahmen eines Rückkampfes durch eine einstimmige Punktniederlage an Paul Hodkinson.
Villasana bestritt anschließend nur noch einen Kampf im Februar 1993 und beendete seine Karriere.

## Nach dem Boxen
Marcos Villasana ist Vater von fünf Kindern und lebt in Acapulco. Er betrieb ein Restaurant in Mexiko-Stadt und arbeitete später im öffentlichen Verkehr. Sein Sohn Marcos Villasana junior ist ebenfalls Profiboxer.